# Orden de la Insignia de Honor
La Orden de la Insignia de Honor (en ruso: орден «Знак Почёта») es una condecoración civil soviética, establecida, mediante decreto del Presídium del Sóviet Supremo de la URSS de 25 de noviembre de 1935 y conferida a aquellos ciudadanos de la Unión Soviética que hubiesen conseguido logros extraordinarios en la producción, la investigación científica y cualquier otra forma de actividad social o cultural, por la promoción económica, científica, tecnológica, cultural y de otro tipo entre la Unión Soviética y otros países, y por una contribución significativa a la investigación básica y aplicada.
La Orden de la Insignia de Honor fue reemplaza por la Orden de Honor, establecida por  decreto del Presídium del Sóviet Supremo de la URSS el 28 de diciembre de 1985. Tras la disolución de la Unión Soviética, fue reemplazada por la Orden de Honor de la Federación de Rusia, establecida por Decreto Presidencial n.º 442 de 2 de marzo de 1994.

## Estatuto
La Orden de la Insignia de Honor fue establecida para premiar los altos logros en producción, investigación, gobierno, sociocultural, deportes y otras actividades socialmente útiles, así como por las manifestaciones de valor cívico.
La Orden se otorga tanto a ciudadanos individuales de la URSS, como a empresas, asociaciones, instituciones, organizaciones, distritos, ciudades y otros organismos. También se puede otorgar a personas que no son ciudadanos de la URSS, así como a empresas, instituciones, organizaciones, asentamientos de estados extranjeros.
Se realiza la entrega de la Orden de la Insignia de Honor porː
- Indicadores de alto desempeño en la industria, agricultura, construcción, transporte, comunicaciones, comercio, restauración pública, vivienda y servicios comunales, servicios al consumidor para la población, en otros sectores de la economía nacional;
- Lograr una alta productividad laboral, mejorar la calidad del producto, reducir los costos de materiales y mano de obra para su fabricación, éxito en aumentar la eficiencia de la producción social;
- Altos resultados en la competencia socialista por el cumplimiento y el sobrecumplimiento de los objetivos planificados;
- La introducción de nueva tecnología en la producción, experiencia avanzada, especialmente inventos valiosos y propuestas de racionalización;
- El éxito en las actividades de investigación;
- Logros creativos en el campo de la cultura, la literatura, el arte soviéticos, los éxitos en la enseñanza y la educación comunista de la generación más joven, la formación de personal altamente calificado, la prestación de servicios médicos a la población, el desarrollo de la cultura física y los deportes y otras actividades socialmente útiles;
- Servicios de fortalecimiento de la defensa del país;
- Las fructíferas actividades estatales y públicas;
- Méritos en el desarrollo de vínculos económicos, científicos, técnicos, culturales y de otra índole entre la URSS y otros estados;
- Acciones valientes e ingeniosas comprometidas en salvar vidas, mantener el orden público, en la lucha contra desastres naturales y otras manifestaciones de valor cívico.

La Orden de la Insignia de Honor se lleva en el lado izquierdo del pecho y, en presencia de otras órdenes y medallas de la URSS, se coloca después de la Orden de la Amistad de los Pueblos. Si se usa en presencia de Órdenes o medallas de la Federación de Rusia, estas últimas tienen prioridad.
Cada medalla venía con un certificado de premio, este certificado se presentaba en forma de un pequeño folleto de cartón de 8 cm por 11 cm con el nombre del premio, los datos del destinatario y un sello oficial y una firma en el interior.
El 28 de diciembre de 1988, mediante Decreto del Presídium del Sóviet Supremo de la URSS, se aprobó un nuevo estatuto de la Orden de Honor y su descripción.

## Descripción
La Orden de la Insignia de Honor está hecha de plata. La insignia tiene 46 mm de alto y 32,5 mm de ancho.
La Orden tiene la forma de un óvalo enmarcado a los lados con ramas de roble. En el centro se colocan las figuras de un trabajador y una trabajadora, portando pancartas simétricamente ubicadas a la izquierda y derecha de ellas con la inscripción «¡Trabajadores de todos los países, uníos!» (en rusoː «Пролетарии всех стран, соединяйтесь!»)
En la parte superior de la orden hay una estrella de cinco puntas, debajo de la cual, en el contexto de las pancartas, hay una inscripción en relieve «URSS». En la parte inferior del pedido hay una inscripción en relieve «INSIGNIA DE HONOR» (en rusoː«ЗНАК ПОЧЁТА»)
Los estandartes y la estrella están cubiertos con esmalte rojo rubí y bordeados a lo largo de los contornos con ribetes dorados. Los mástiles e inscripciones están dorados, las ramas de roble, la parte inferior de la orden y su fondo general están oxidados.
La medalla esta asegurada por un anillo a través del bucle de suspensión de la medalla a un bloque pentagonal cubierto con una cinta de muaré de seda rosa claro con dos rayas naranjas longitudinales a lo largo de los bordes. El ancho de la cinta es de 24 mm, el ancho de las tiras es de 3,5 mm
Después de cambiar el nombre de la Orden de la Insignia de Honor a la Orden de Honor en 1988, la apariencia de la orden cambió ligeramente. La Orden de Honor se diferencia de la Orden de la Insignia de Honor en que la inscripción «SIGNO DE HONOR» en la parte inferior del anverso se reemplaza por una imagen en relieve de una hoz y un martillo y dos ramas de laurel divergentes. La placa se fija a la base del pedido con dos pines. Durante la transición de la Orden de la Insignia de Honor a la Orden de Honor, la numeración de las insignias no se interrumpió.

## Galardonados
El primer decreto del Comité Ejecutivo Central de la URSS sobre la concesión de una nueva orden se emitió el 26 de noviembre de 1935. Fueron otorgados al director, los organizadores y a diez miembros del Conjunto de Danza y Canción del Ejército Rojo de la CDKA (al mismo tiempo, el conjunto en sí recibió la Orden de la Bandera Roja Revolucionaria Honoraria y el jefe del conjunto A.V. Alexandrov - la Orden de la Estrella Roja).
El 26 de diciembre de 1935, por Decreto del Comité Ejecutivo Central de la URSS del 25 de diciembre, por el heroísmo laboral y el éxito en el aumento de los rendimientos del algodón, se otorgó la Orden de la Insignia de Honor para el ordinal número 1 al presidente de la granja colectiva Batyr, del distrito de Yangi-Yul, región de Taskent, Artykbai Tillyabaev; Ese mismo día, entre otros, también se entregaron órdenes al trabajador de choque pionero de la granja colectiva Voroshilov Kavakhan Atakulova y al trabajador de choque pionero de la granja colectiva Kommunizm Nishan Kadyrov (ambos del distrito de Kokand de la región de Fergana). El primer equipo en recibir la Orden de la Insignia de Honor fue el taller de hogar abierto N ° 2 de la Planta Metalúrgica S. Kirov Makeyevsky (en 1939). El equipo fue premiado por el cumplimiento excesivo del plan, la buena organización de la competencia y el cumplimiento temprano de las tareas estatales más importantes.
El último poseedor de la Orden de Honor soviética es Anatoli Yakovlevich Litvin, Director de la Planta de Cemento Belgorod de la empresa estatal rusa "Cement", a quien se le otorgó este premio por Decreto del Presidente de la URSS de fecha 21 de diciembre de 1991.